# Gabino Amparán
Gabino Amparán (* 9. Oktober 1968 in Ciudad Cuauhtémoc, Chihuahua) ist ein mexikanischer Fußballtrainer und ehemaliger -spieler, der in der Abwehr agierte. 

## Leben

### Spieler
Amparán verbrachte als Profispieler nur zwei Spielzeiten in der mexikanischen Primera División, während derer er bei den Cobras Ciudad Juárez unter Vertrag stand. Sein erstes Spiel in der höchsten mexikanischen Spielklasse bestritt er am 2. Februar 1991 im Aztekenstadion von Mexiko-Stadt gegen Cruz Azul, das mit 0:3 verloren wurde. Außerdem bestritt er in der Saison 1990/91 nur noch ein weiteres Spiel, das am 26. Mai 1991 gegen den Gastgeber Gallos Blancos Querétaro mit 0:2 verloren wurde. 
In der darauffolgenden Saison 1991/92 kam er in zwanzig Spielen zum Einsatz und erzielte sein einziges Erstligator am 28. September 1991 zur 1:0-Führung im Aztekenstadion gegen Cruz Azul, wo die Cobras diesmal mit 3:2 gewannen.

### Trainer
Nach seiner aktiven Karriere begann er eine Tätigkeit als Trainer und war am 3. Oktober 2009 erstmals als Interimstrainer der Indios de Ciudad Juárez in der Primera División im Einsatz, als diese mit 1:3 bei Gallos Blancos Querétaro unterlagen.
Mit Wirkung vom 7. März 2010 wurde er als Cheftrainer der Indios verpflichtet, konnte die abstiegsgefährdete Mannschaft aber trotz einer Bilanz von vier Siegen aus neun Spielen nicht mehr retten. Dennoch wurde ihm das Vertrauen für die Zweitliga-Saison 2010/11 geschenkt, in der er die Mannschaft weiterhin betreute. Nachdem das Ziel Wiederaufstieg verpasst wurde, kam es zur Trennung.
Ab dem fünften Spieltag der Apertura 2012 war Amparán als Assistenztrainer des CD Estudiantes Tecos tätig. Am Saisonende stiegen die seit 1975 der höchsten mexikanischen Spielklasse angehörenden Tecos erstmals nach 37 Jahren ab, so dass Amparán bereits seinen zweiten Abstieg als Trainer erlebte.